# Sofía Moro
Sofía Moro (Madrid, 1966) es una fotógrafa española. Residente en Madrid, se divide entre el periodismo fotográfico, la fotografía documental y la fotografía editorial. Ha trabajado para distintos medios de comunicación como Matador, El País Semanal o Vanity Fair. Cuenta con tres monografías publicadas y numerosas exposiciones en las que se expone su trabajo. Socialmente comprometida desde sus primeros trabajos en 1992, desde el año 2000 ha desarrollado su carrera profesional como fotógrafa freelance centrándose en el retrato editorial para diversos medios y desarrollando paralelamente proyectos más personales que giran en torno a la justicia social y los derechos humanos.

## Infancia, estudios y trabajo
Su abuelo, a quien no conoció, había sido fotógrafo. Su madre trabajó como su ayudante de fotografía desde los 18 años, encargándose de positivar, revelar y hacer todas las funciones de fotógrafa de laboratorio. Esta habló mucho de fotografía a Moro y le prometió que le enseñaría a revelar cuando su hermano pequeño creciese, pero fue la segunda de siete hermanos "y siempre había más hermanos pequeños", con lo que aquello nunca llegó a suceder.
Su interés por la fotografía se agudizó en la adolescencia y comenzó a fijarse en las fotografías de las revistas, de los reportajes, de la movida madrileña y de los grupos que le gustaban. Era ávida consumidora de libros de fotografía, exposiciones, revistas, carteles publicitarios y hasta álbumes de fotos, hábitos que mantiene.
Licenciada en Ciencias Biológicas, en la especialidad de Genética, por la Universidad Autónoma de Madrid. Mientras cursaba estos estudios realizó un cursillo de fotografía por las noches que le apasionó tras el que se marchó a Estados Unidos a estudiar fotografía comercial. En 1990 se matriculó en el Brooks Institute of Photography de Santa Bárbara, California (Estados Unidos), donde se graduó en 1992 en la especialidad de Fotografía y Tecnología de Color. Sobre esta etapa afirma que "fue un lujo estudiar allí durante dos años, porque la mayoría de fotógrafos españoles eran autodidactas".
Ese mismo año viajó a Guatemala para fotografiar un proyecto hospitalario para la ONG Direct Relief International y allí conoció a José Manuel Navia, un encuentro fundamental en su trayectoria fotográfica.
En 1993 regresó a España y comenzó a trabajar, hasta el año 2000, para la agencia Cover donde contó con la libertad para poder proponer temas. Durante esta época, en la que realiza mucha fotografía para prensa y revistas, se propone hacer por lo menos un trabajo al año del que yo se sintiera orgullosa, dedicando así un mes al año a un reportaje grande o algún proyecto de su interés.
Desde 2001, trabaja como freelance y es colaboradora habitual de El País Semanal y Vanity Fair y trabaja esporádicamente para otras publicaciones como Vogue, Marie Claire o Harper's Bazaar. En 2009 fue la autora de los tres retratos que la revista Matador incluyó en cada una de sus ediciones.
Durante dos años escribió sobre fotografía en el portal Soitu.es. Últimamente imparte talleres en las escuelas de fotografía en las escuelas: Efti, Lens, TAI, Too Many Flash y Espai d'art Fotografic.

## Trayectoria artística
Sofía Moro se considera una fotógrafa muy documental, que cuenta historias con sus fotografías, e interesada por las fotografías que son capaces de conmover y emocionar. Para ella los rostros de los protagonistas son la manera más potente de lograr esta emoción. Le gusta que en sus fotos pueda reflejarse lo que conoce del personaje, evitando introducir referencias no vinculadas a él. Se documenta mucho y respeta lo que la persona que va a fotografiar quiere y no hacer, para lo que considera fundamental conocerla.
Según sus palabras "una buena fotografía te emociona, de una manera más formal o estética o por el contenido de esa imagen". Parafraseando a Josep Pla, que decía que todo adjetivo es una opinión sobre el mundo, Sofía Moro cree que para un fotógrafo o una fotógrafa, toda fotografía es también una opinión sobre el mundo y todo retrato debe ser una opinión sobre el fotografiado.

### Cárcel de Carabanchel(1994)
La serie de retratos en blanco y negro titulada Cárcel de Carabanchel está centrada en la vida de las presas de este centro penal madrileño. Algunos de estos retratos aparecieron en el reportaje Prisioneras, publicado en El País Semanal el 19 de abril de 2009.

### Ellos y nosotros(1996- 2006)
Ellos y nosotros es una serie de retratos sobre veteranos de ambos bandos de la guerra civil española (1936-1939) realizada entre 1996 y 2006 y que le llevó a recorrer España, Francia, Alemania, Marruecos y Estados Unidos. Se publicó en formato de libro homónimo.
Surge de su propuesta, dentro de la agencia Cover, de cubrir la visita de los veteranos de las Brigadas Internacionales a Albacete en 1996. A partir de ahí, Sofía sigue realizando la serie de retratos de veteranos de ambos bandos de la guerra civil española en su tiempo libre, compaginándolo con su trabajo en la agencia Cover hasta que abandona la agencia en 2000.
Sofía comenzó esta serie con una Mamiya de 6 x 4,5 prestada y continuó con una Hasselblad de segunda mano, comprada gracias a la dotación de la beca FotoPres que, junto a su trabajo en Cover y algunos trabajos de foto fija en cine, fueron claves para poder terminar esta serie, ya que ninguna revista se interesó por las fotografías y nunca consiguió vender ningún reportaje sobre esta historia.
A nivel técnico, la elección del chasis 4,5 determinó que el formato de las fotografías no fuera cuadrado.
Sofía Moro afirma que se encontró con el tema de la Guerra civil "un poco de casualidad, porque en mi casa no se hablaba", pero la noticia de la visita de los veteranos brigadistas le llegó a través de amigos. Fue un shock para ella porque le llevó a pensar que no era consciente de una parte importante de la historia de España que le habían mantenido oculta y que el testimonio directo de los protagonistas de la contienda estaba próximo a extinguirse.
Considera que no es imparcial con estos personajes en absoluto pero sí que le interesaban todas las historias por igual "y casi más las del bando que no comparto porque quería realmente conocer sus razones", ya que afirma tener más afinidad ideológica con el bando perdedor. 
En relación con este trabajo, Sofía realiza en paralelo una serie de retratos sobre las Brigadas Internacionales, con los que planea editar un libro pronto.

### Defensores(2008)
En 2007, produjo un trabajo sobre la ribera del Órbigo, en León, para el Museo de Arte Contemporáneo de Castilla y León (MUSAC), referente de arte contemporáneo en España. Y a continuación, en 2008, se metió de lleno en su siguiente proyecto, Defensores, realizado a propuesta de Sofía Moro, en colaboración con Amnistía Internacional -entidad de la que es socia- para celebrar el 60 aniversario de la Declaración Universal de los Derechos Humanos y el 30 de la organización en España. Recoge retratos de activistas pro derechos humanos de diferentes países. Durante la realización de esta serie de retratos tuvo un breve contacto con la Primavera Árabe, ya que estaba en El Cairo para realizar un retrato a un bloguero egipcio, Diaa el Din, incluido dentro de esta serie. En 2008, el libro se fue publicado por Amnistía Internacional publicaciones y la exposición itinerante del trabajo inició su viaje por España durante los dos siguientes años. En 2010 se expuso en el Congreso de los Diputados, en Madrid. Ese mismo año, participó en ARCO Madrid 2010 y ganó el Primer Premio de Retrato del concurso Foto-Nikon. 
Estuvo presente en PHotoEspaña 2009. En 2011 colaboró con el festival dirigiendo un taller de retrato fotográfico. En 2013 se publicó su PHotoBolsillo por La Fábrica ediciones, Madrid.  En 2014 volvió a exponer en PHotoEspaña 2014 y elaboró el reportaje fotográfico Su coraje, nuestro compromiso para Red Acoge, trabajo que recoge los testimonios de personas víctimas de discriminación racial, étnica o religiosa. Se expone por distintas ciudades entre 2014 y 2016.

### Proyecto global sobre la pena de muerte (en desarrollo en 2016)
En 2016 desarrolla, junto con el periodista Álvaro Corcuera, en un proyecto global sobre la pena de muerte en el mundo que terminará en 2017. Desde 2010 tres de estas historias, junto con sus fotografías, se han publicado en El País Semanal. Una de ellas es la del exboxeador Iwao Hakamada, quien estuvo 48 años en el corredor de la muerte de una cárcel japonesa y fue puesto en libertad en marzo de 2014 después de una gran movilización ciudadana. Este trabajo se publicó en El País Semanal con el título "40 años esperando al verdugo" / “A step away from death”. Las otras dos historias son "El club de los resucitados" (realizada con presos de Estados Unidos) y "El último disparo de Europa" (sobre Bielorrusia). Para cada uno de estos reportajes han realizado vídeos con las fotografías y testimonios para la web de El País Semanal.

## Exposiciones
Las exposiciones más relevantes de su carrera son:
- 1999: FotoPres'99. La Caixa, España
- 2006: "Ellos y Nosotros". Centro Cultural de España, México
- 2007: "Ribera del Órbigo, en León". Producción el MUSAC, León, España
- 2008: Galería Fernando Pradilla, Madrid[15]
- 2009: PHotoEspaña, Madrid, España
- 2010: "Defensores". Congreso de los Diputados, Madrid, España
- 2010: "Defensores". ARCO, Madrid, España
- 2014: PHotoEspaña, Madrid, España
- 2020ː "Cuidadoras. 7 relatos de vida". PHotoEspaña, XXIII edición. Mobiliario urbano de Madrid.[16]

### Sensibilidad y Compromiso
La exposición recorre la obra de Sofía Moro desde sus primeros trabajos más personales y comprometidos: series como 'Cárcel de Carabanchel', 'Ellos y nosotros', así como retratos de condenados al corredor de la muerte en Estados Unidos por delitos que no cometieron correspondientes a un trabajo aún en curso. Termina con una serie de imágenes cotidianas realizadas en distintas ciudades y pueblos de España.
- Fnac Málaga (Málaga).

- Fnac Valencia (Valencia). Del 18/01/2016 al 15/03/2016.

- Fnac Donostia (San Sebastián).

- Fnac Sevilla (Sevilla).

- Fnac L'illa (Barcelona).

- Fnac Murcia (Murcia). Del 10/07/2015 al 07/09/2015.

- Fnac Bilbao (Bilbao). Del 02/05/2015 al 13/06/2015.

- Fnac La Coruña (La Coruña). Del 01/03/2015 al 25/04/2015.

- Fnac Plaza España (Zaragoza). Del 12/01/2015 al 20/02/2015.

- Fnac Castellana (Madrid). Del 04/06/2014 al 27/07/2014.

### Defensores. El testimonio obstinado. 30 historias de activistas por los derechos humanos
Se trata de una exposición organizada por Amnistía Internacional en la que la fotógrafa rinde homenaje, a través de 35 retratos, a los defensores y defensoras de los Derechos Humanos que, 60 años después del nacimiento de la Declaración Universal, continúan luchando por la dignidad de las personas alrededor del mundo.
- Centre Cultural La Nau, Sala Thesaurus. Valencia. Del 19/12/2011 al 08/01/2012
- Sala de Exposiciones de la Mutua de Accidentes de Canarias (MAC). Santa Cruz de Tenerife Del 21/10/2011 al 03/11/2011
- Casa de la Juventud de Telde. Gran Canaria. Del 22/09/2011 al 27/09/2011
- Finca Marqués de Valdecilla. Medio Cudeyo. Cantabria. Del 04/07/2011 al 15/07/2011
- Centre Cívic de Sant Pere i Sant Pau. Tarragona. Del 10 al 17/12/2010
- Centro Cívico La Bolsa. Bilbao. Febrero de 2010
- Palacio Salazar, Santa Cruz de La Palma. Del 03/10/2010 al 11/10/2010
- III Jornadas Fotográficas del Ateneo Obrero de Gijón. Centro de Cultura Antiguo Instituto. Gijón. Del 24/02/2010 al 09/03/2010.
- Centro Comarcal de Humanidades Cardenal Gonzaga Sierra Norte. La Cabrera, Madrid. Septiembre a octubre de 2009.
- Auditorio Príncipe de Asturias de Oviedo. Del 02/02/2009 al 22/02/2009.
- Llotja del Cànem.Universitat Jaume I de Castelló. Castellón. Del 10/12/2008 al 04/01/2009.

### Ellos y nosotros. Retratos de la Guerra Civil
- Ellos y Nosotros. Centro Cultural de España, México. 2006
- Atarazanas Veracruz, Veracruz-Llave, México. Del 10 jun 2009 al 09 jul 2009.[30]

## Premios y becas

### Premios
- Primer premio de Retrato. Concurso Foto - Nikon. 2010

### Becas
- Beca FotoPres. La Caixa. 1999. Dotación: 1 millón de pesetas

## Libros publicados
Sus publicaciones más destacadas son:
- Ellos y nosotros. Art Blume, S.L. Barcelona, 2006. Ensayo fotográfico que cuenta con retratos contemporáneos, historias orales e imágenes de archivo de personas que lucharon en bandos contrarios durante la guerra civil española (1936-1939).
- La ribera del Órbigo: Invierno. MUSAC, León 2007 (Autores: Gerardo Custance, José Guerrero, Sofía Moro y Jesús F. Salvadores)
- Defensores, el testimonio obstinado. Amnistía Internacional publicaciones. Madrid, 2008. Serie de instantáneas de defensores de los Derechos Humanos a lo largo de todo el mundo.
- Sofía Moro. PHotoBolsillo, Madrid, La Fábrica, 2012. Colección PhotoBolsillo, biblioteca fundada por La Fábrica, centrada en personas fotógrafas de España, América Latina y África. Ha publicado una edición dedicada exclusivamente al trabajo de Sofía Moro, con prólogo de Eduardo Momeñe. ISBN 978-84-15303-80-0
- Diccionario de fotógrafos españoles. Madrid, La fábrica, 2013. Todas Direcciones. PHREE. 2015.